# Lu Li
Lu Li (čínsky pchin-jinem Lù Lì, znaky 陆莉; * 30. srpna 1976, Čchang-ša, Čína) je bývalá čínská sportovní gymnastka. Na Letních olympijských hrách v Barceloně získala zlatou medaili za cvičení na bradlech. Stříbrnou medaili za cvičení na kladině získala společně s Američankou Shannon Millerovou.